# Marisol Espinoza
Pour les articles homonymes, voir Espinoza.
Marisol Espinoza Cruz, née le 31 juillet 1967 à Piura (Pérou), est une femme politique péruvienne. Elle est députée depuis 2006 et vice-présidente de la République entre 2011 et 2016,.